# Vicente Gómez García
Vicente Gómez García (Valencia, 11 de noviembre de 1926 – Valencia, 26 de marzo de 2012) fue un pintor valenciano, miembro de la vanguardia de posguerra.

## Biografía
Formado en la Escuela de Bellas Artes de San Carlos, se inició en 1951 dentro del grupo Los Siete, siendo miembro fundador junto a Vicente Castellano Giner, Vicente Fillol Roig, Juan Bautista Llorens Riera, Juan Genovés, Ricardo Hueso de Brugada y José Masiá Sellés. Más tarde, se incorporaron Joaquín Michavila (1951) como sustituto de Masiá, Ángeles Ballester Garcés (1953) por Genovés y Eusebio Sempere (1954) por Fillol.
El grupo de Los Siete se propuso conseguir una mayor implicación social que el Grupo Z. Organizó un considerable número de exposiciones, algunas con artistas invitados. En cuatro años, y con mayor voluntad que medios, coordinó cerca de una veintena de actividades, exposiciones e incluso visitas de escolares a museos. Tras la disolución del grupo, Gómez inició un viaje por las ciudades españolas hasta residir en Madrid, durante una breve temporada, con la pretensión de estudiar las obras del Museo del Prado y los artistas más conocidos.
Poco tiempo después Gómez García inauguró su primera muestra en solitario (1959, Sala Braulio). Expondrá también en la Sala Mateu (Valencia, 1968) presentando 11 paisajes con temas de Valencia y alrededores y algunas vistas de la provincia de Teruel y Castilla. Se completa la exposición con un bodegón y un retrato. En 1972 expuso en la Sala Xiner de Valencia, donde mostró 25 paisajes llenos de matices matéricos que contribuían a potenciar los elementos terrosos de la naturaleza. Estaban ambientados en las localidades de Segorbe, Altura y alrededores. En la presentación del catálogo, el profesor Felipe Garín Ortiz escribió: con un muy actual cuidado de la «materia», de la textura, nos da en sus versiones de la sierra de Altura algo más que una serie de anécdotas pintadas […] Estos paisajes, que ennoblecen cualquier posible ámbito, seductores en su simplicidad, llenos de alusiones y sugerencias, a veces apenas insinuadas, sólidos y aéreos, con tanta «arquitectura» como «música», lo dicen todo. Posteriormente en 1981 realizará la exposición Valencia. Desarrollo de una investigación estética, celebrada en la Real Academia de San Carlos y Museo de Bellas Artes de Valencia. Esta muestra tuvo su oportuna prolongación en 1982 en la Sala Testar de Paterna (Valencia). En el tríptico de la exposición el amigo de Vicente Gómez, Joaquín Michavila, escribió: Vicente Gómez se ha situado –nos ha situado– en una ciudad insólita: una Valencia insospechada, redescubierta, envuelta en todas las luces posibles, teñida con colores imposibles. Se trata pues de un ensayo pictórico de impecable factura y de rara honestidad profesional, realizado con firme soporte metodológico en el proceso del trabajo, con rigurosa dedicación en el planteamiento de investigación. La ciudad, nuestra ciudad, que este artista nos presenta con tan humanística perspectiva, nos parece surgida de la inteligencia analítica de un pintor renacentista. Vicente Gómez, tras un largo peregrinar por los confines de su yo, ha querido rebasar con esta ejemplar lección de buen hacer, de tranquila independencia, los límites que parece imponer el tiempo, y nos invita a contemplar y participar con plenitud en las soberbias y complejas panorámicas de Valencia, de una Valencia que si se muestra como palpitante vida en la real y cotidiana visión callejera, se transfigura –en esa serie de obras– como un manifiesto de intemporalidad en la familiar arquitectura, como un compendio de nuestra antigua civilización, como la expresión de nuestra más inmediata y mediterránea cultura. Participa en la exposición colectiva celebrada en la Sala Parpalló de Valencia en febrero y mayo de 1996 titulada La pintura valenciana desde la posguerra hasta el Grupo Parpalló (1939-1956) comisariada por Manuel Muñoz Ibáñez.
Su última exposición individual 1978-2008. Una visió personal: Vicente Gómez García reflexionaba sobre su ciudad y se celebró en el Museo de Historia de Valencia. En 2010 participa en la exposición colectiva Mundos para un mundo. Artistas por el desarrollo de la Fundación Mainel celebrada en el Palau de la Música.

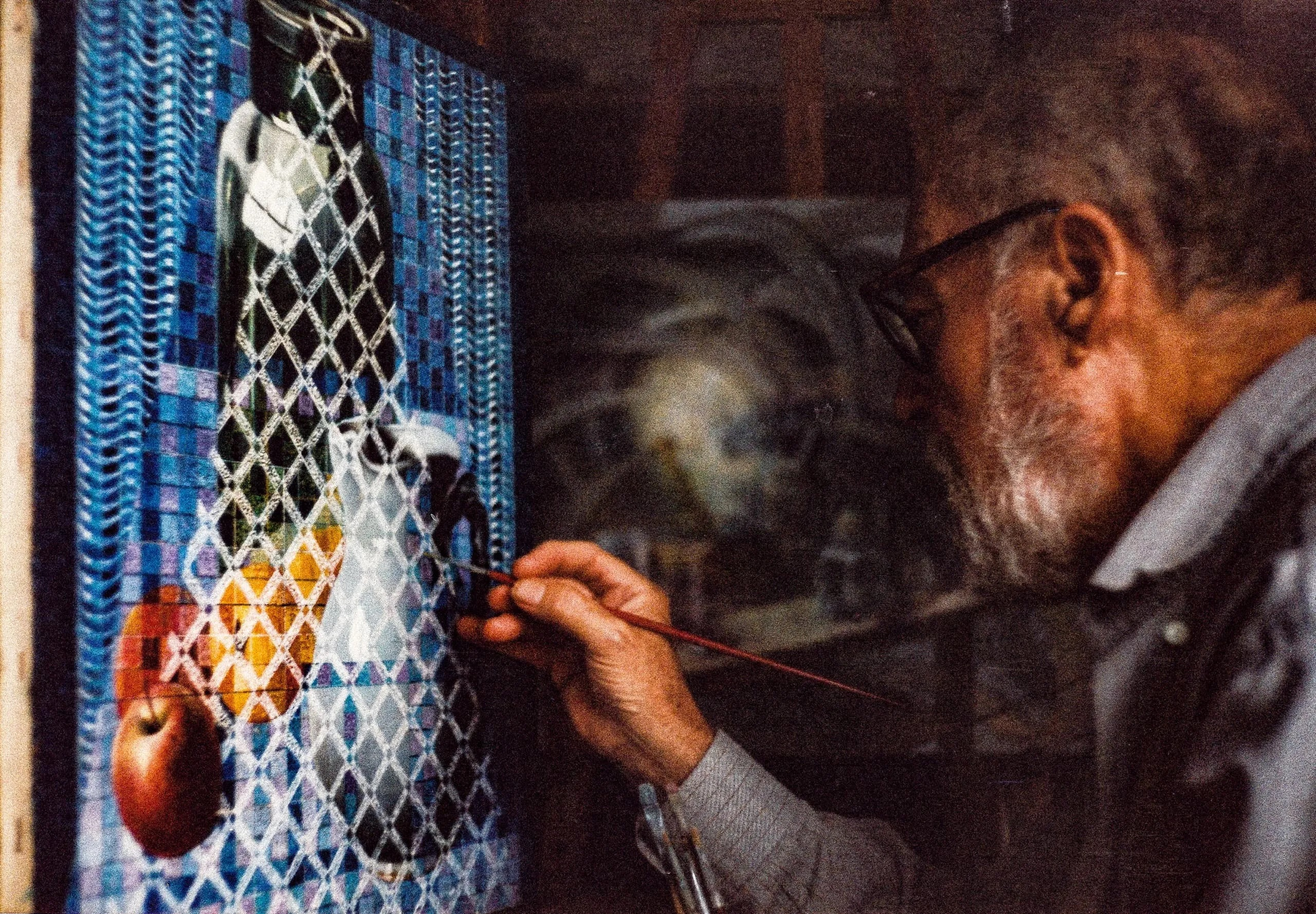
Fotografía de hacia 1990 donde aparece Vicente Gómez en su taller de la calle Zapadores acabando el cuadro "Bodegón con superposición geométrica"

A inicios de 2022 fue editado el primer catálogo monográfico de este artista coordinado por Josep-Marí Gómez Lozano y Joan Gómez Alemany, recogiendo su legado artístico olvidado, para rendirle justicia y que reciba un merecido reconocimiento como los de otros amigos de Vicente Gómez, confidentes y colegas, como fueron Joaquín Michavila, Eusebio Sempere, Juan Genovés o Ángeles Ballester, antiguos miembros del grupo de Los Siete.
El 11 de marzo de 2022se realizó en la Universidad de Valencia la primera presentación del catálogo,homenaje póstumoal artista e introducción a su obra a cargo de los coordinadores del libro, su editor Josep Lluís Galiana y los articulistas Pascual Patuel Chust y Felip González Martínez.
El 29 de julio se inauguran las XIV Jornades d'Art i Història a Xàtiva,en donde Vicente Gómez es uno de los protagonistas. Ese mismo día se inaugura en la Sala de les Columnes la exposición Vicente Gómez García, en el desé aniversari de la seua defunció, que se desarrollará desde el 29 de julio hasta el 6 de agosto.El 3 de agosto dentro de las XIV Jornades d'Art i Història a Xàtiva, Josep-Marí realiza la conferencia Vicent Gómez García (1926-2012), l'avanguardista oblidat. A continuación, Joan Gómez Alemany realiza la conferencia-concierto donde estrena Vicente Gómez García 2012-2022, para piano, electrónica y vídeo,basada en la 3ª Serie de Abstracciones Geométricas de Vicente Gómez. Las conferencias son publicadas en un libro de actas.Del 9 de agosto hasta el 30 de septiembre en el Museu de Belles Arts de Xàtiva-La Casa de l'Ensenyança, se prolonga la exposición anterior Vicente Gómez García, en el desé aniversari de la seua defunció.

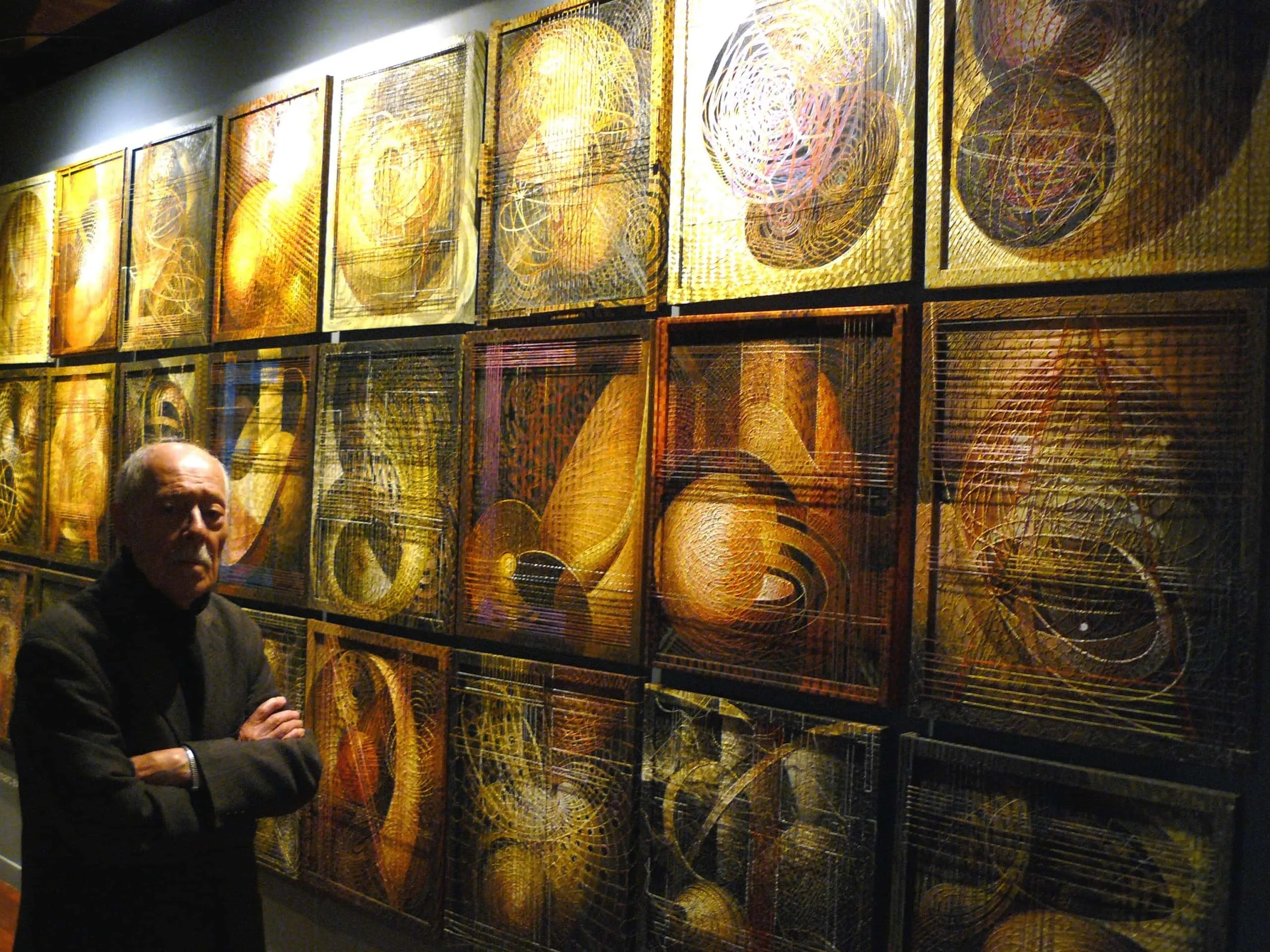
Vicente Gómez delante de su obra 3ª serie de la abstracción geométrica en la exposición "1978-2008. Una visió personal"

El 15 de diciembre de 2022 se lleva a cabo en La Filmoteca de la Generalitat Valencianael estreno de la película Temps i espai. Un dia s'eleva, 2018-2022, en homenaje a Vicente Gómez y en donde es repintando un cuadro suyo, La València del tercer mil•leni.
A inicios del 2024, se lleva a cabo la publicación del libro Vicent Gómez García, en el desé aniversari del seu traspàs, segundo libro monográfico sobre este artista, editado por Antoni López en Ulleye.
El 25 de enerotiene lugar la inauguración en el MuVIM de la exposición, Vicente Gómez García, la passió artística per València.Primera exposición en su ciudad natal después del fallecimiento del artista,donde se reúnen varias obras entre pinturas, esculturas, vídeosy música.Posteriormente se editó un catálogo de esta exposición.

## Obra

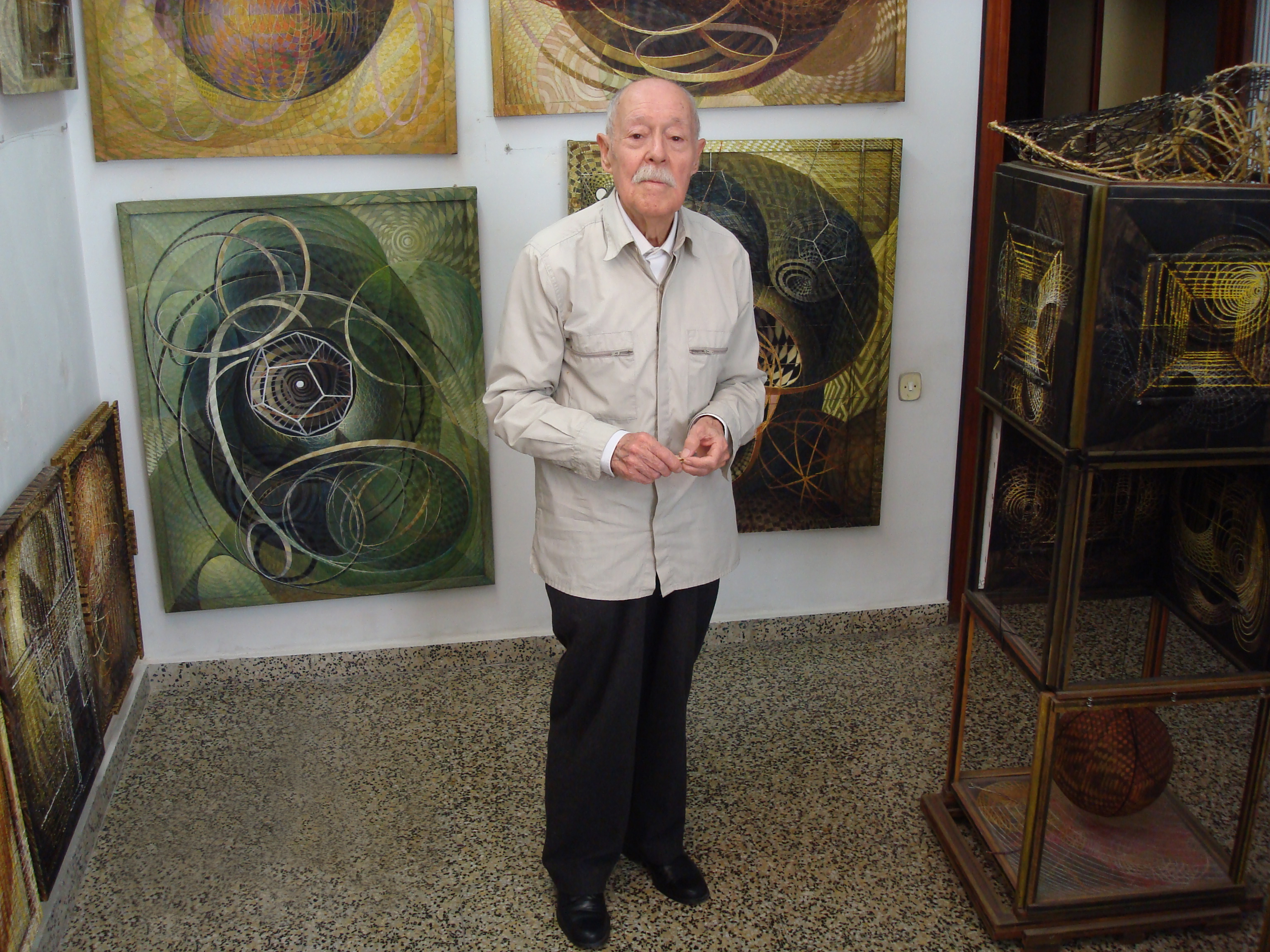
Vicente Gómez García en su casa-estudio de la Calle Zapadores (Valencia), 2009

Vicente Gómez fue un artista polifacético y complejo que profundizó en la experimentación vanguardista, llegando a crear a lo largo de su dilatada trayectoria un universo plástico muy personal constituido por una gran diversidad de lenguajes, estilos y técnicas a veces en convivencia. En su obra se puede encontrar tanto el realismo, impresionismo, expresionismo cromático-matérico, constructivismo volumétrico, hiperrealismo, y sobre todo la abstracción geométrica, que le llevó a crear varias series de pinturas y esos sorprendentes artefactos híbridos denominados “pictoesculturas”, con las que exploró el espacio tridimensional de la pintura. Rafael Sánchez Grandía y Pablo B. Sánchez Gómez resaltan que: Si hay un primer rasgo distintivo en la obra de este artista es su tenacidad en la búsqueda de un eclecticismo integrado, armónico, en el que diferentes tendencias o escuelas pictóricas no solamente coexistieran, sino que se potenciasen mutuamente desde, o a través de, una perspectiva más amplia. En referencia a esto, Pasqual Patuel Chust, escribe: Fiel al espíritu de la Postmodernidad, lleva a cabo versiones personales de bodegones tradicionales de la historia del arte, especialmente de autores de los siglos XVII y XVIII, como el holandés Willem Claesz Heda o los españoles Juan Sánchez Cotán y Luis Egidio Meléndez. En conexión con este talante postmoderno, Vicente Gómez verifica un proceso de reinterpretación de obras de otros autores y centra la mirada en temas consagrados de la pintura occidental para verificar un proceso de “apropiacionismo creativo”. Esta apropiación se considera válida, porque no es una copia, sino una referencia que permite aportar nuevos significados distintos a los originales. Reutiliza fragmentos artísticos de otros artistas (remake) con una intención “deconstructiva” y “reconstructiva”, con la idea de “desmontar” una producción artística anterior y servirse de sus elementos para abordar nuevos proyectos distintos a las fuentes primigenias.
Combinó a lo largo de su extensa producción artística, de más de 60 años, la figuración y la abstracción, destacando al final de su vida esta última, ejemplificada en su obra Abstracción geométrica serie III. Como señala Román de la Calle: su cuidadosa alternancia estudiada / demostrada, que manifiesta, al fin y al cabo, ese juego dialéctico, donde la abstracción construida y la hermenéutica figurativa pueden solaparse, transponerse y enfrentarse libremente, ejercitando una especie de genuino programa lúdico, que, sin duda, Vicente Gómez conocía bien y sabía hacer suyo, en el ejercicio de su pintura, entre ramalazos de vigor y controles narrativos, como si no quisiera enseñar, a la vez, sus dobles cartas, sus complejas programaciones y / o sus aventuras experimentales.
Su producción pictórica como escribió Francisco Agramunt giró preferentemente en torno a los paisajes de amplias panorámicas de su ciudad natal, siendo uno de los creadores que más ha desarrollado esta temática urbana. Como el historiador Albert Ferrer Orts comenta: al dedicarle casi monográficamente más de tres décadas de su vida. El pintor que –tomando como punto de referencia Micalet– nos legó numerosas vistas panorámicas o de detalle que giran completamente su esbelta fisonomía. Sus objetivos, no obstante, no eran los descriptivos como suele ser habitual para congelar la imagen de la ciudad en un determinado momento de su evolución, sino mejor los propiamente pictóricos a través del dominio de la geometría y el color, pero lo que su personal visión de la ciudad -en particular entre finales de la década de 1970 y los primeros lustros del siglo XXI- se nos muestra como un campo de experimentación continuo de gran vuelo.
También en referencia a la pintura sobre Valencia, a la que se dedicó intensamente durante más de 30 años de su vida, Paco Yáñez escribe, comparándola con la montaña de Sainte-Victoire que Paul Cézanne pintó a lo largo de muchos años y fue clave para su trayectoria y evolución pictórica: En el caso de Vicente Gómez García, esa Sainte-Victoire personal fue la propia Valencia, que una y otra vez tomó forma en sus lienzos, estilizándose y sirviendo de modelo para que el diálogo entre la técnica y el estilo fuese definiendo el desarrollo de su pintura hacia una abstracción geométrica.